# Theo Joosten
Theo Joosten (America, 14 maart 1966) is de sologitarist van de Limburgse band Rowwen Hèze. Daarnaast bespeelt hij ook de mandoline, saxofoon, tinwhistle en soms percussie.

## Biografie
Reeds als kind wilde Joosten gitarist worden; op de lagere school mimede hij al met een bezemsteel of vliegenmepper als gitaar. Hij was later een van de oprichters van "The Legendary Texas Four", de voorloper van Rowwen Hèze.
Hij schreef het openhartige nummer Genne goije mood (op het album Vandaag), dat hij daarnaast ook zelf zong. Tijdens de D.A.D.P.G.S.-theatertour bespeelde hij voor het eerst de mandoline en voor de single Vur de kerk op ’t plein leerde hij de saxofoon te bespelen. Eerder al assisteerde hij bij het schrijven van de muziek van enkele nummers, waaronder de single En dan is 't mar dom.